# Old Santeclaus with Much Delight

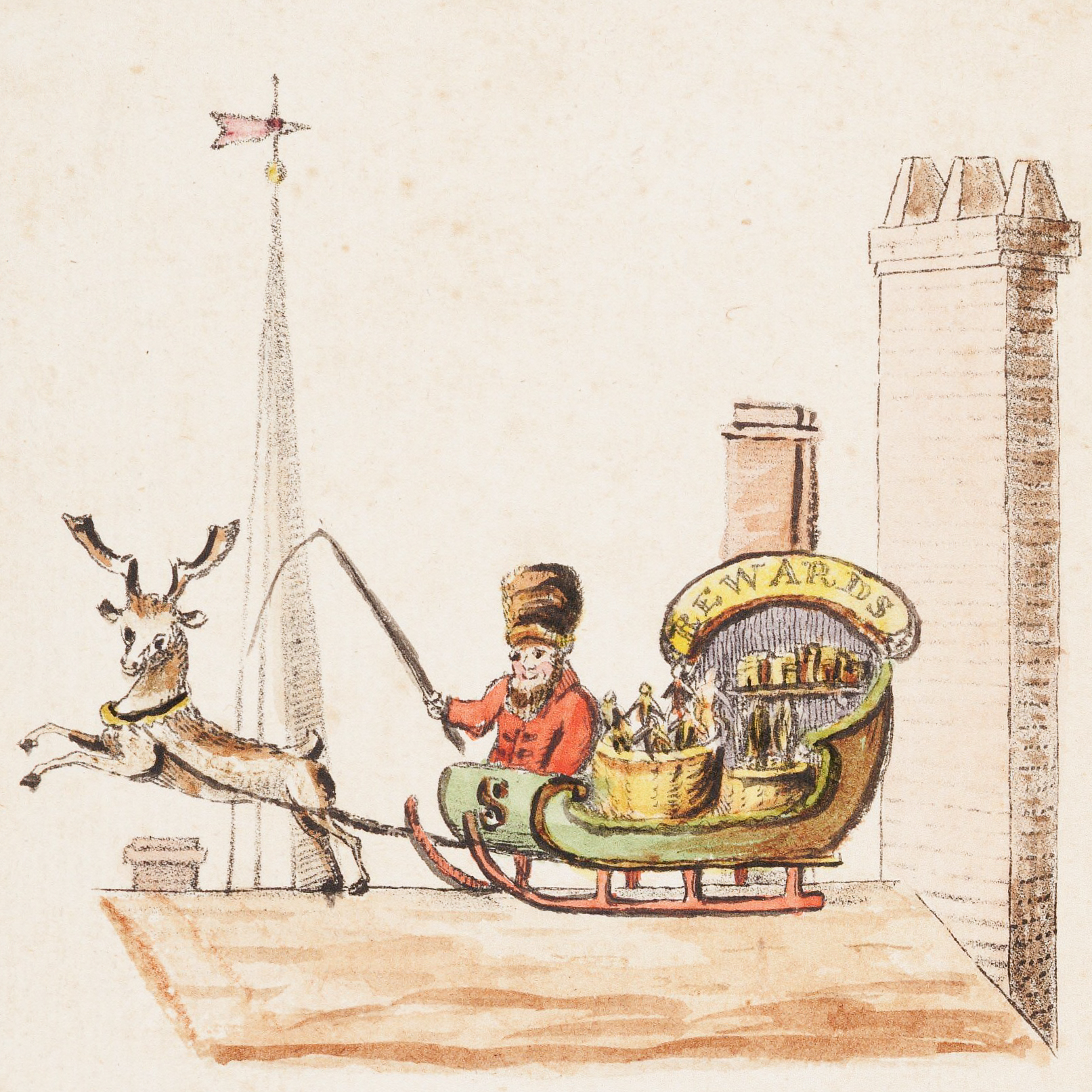
Illustration du verset 1

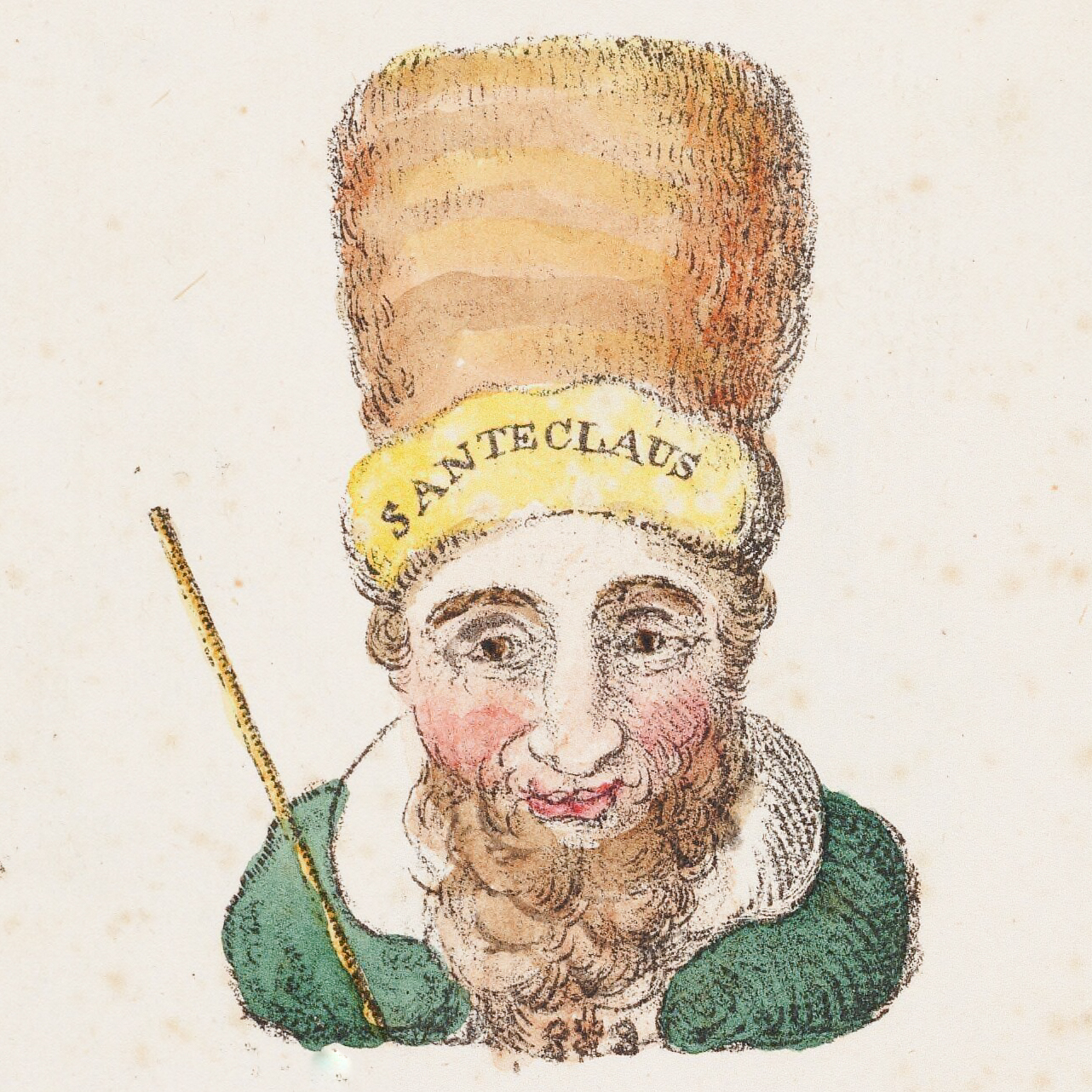
Illustration du verset 2

Old Santeclaus with Much Delight est un poème illustré anonyme pour enfants publié à New York en 1821, antérieur de deux ans à la première publication de A Visit from St. Nicholas. C'est la première publication à mentionner (et à illustrer) un renne du Père Noël et son traîneau, ainsi que la première à décrire son arrivée la veille de Noël. Les illustrations qui l'accompagnent sont les premières représentations artistiques publiées d'une figure du Père Noël.

## Publication
Le poème, avec huit illustrations gravées en couleur, a été publié à New York par William B. Gilley en 1821 sous la forme d'un petit livre de poche intitulé The Children's Friend: A New-Year's Present, to the Little Ones from Five to Twelve. Les noms de l'auteur et de l'illustrateur ne sont pas connus. Les illustrations ont été reproduites lithographiquement, le premier exemple de lithographie aux États-Unis.
Publié dans la même ville que le portrait antérieur du Père Noël de Washington Irving dans l'Histoire de New York de Knickerbocker, le poème a peut-être directement inspiré un autre New Yorkais, Clement Clarke Moore, pour créer le Père Noël moderne dans «' Twas the Night before Christmas ».

## Développement de la figure du Père Noël
Le livre de Gilley comprend quelques éléments importants dans le développement précoce du Père Noël : son lien avec l'hiver nordique, le renne et le traîneau, et son arrivée la veille de Noël plutôt que le 6 décembre (le jour de la fête traditionnelle de la Saint-Nicolas),.
Les gravures qui l'accompagnent sont les premières images d'une figure du Père Noël,. Ils montrent Santeclaus vêtu d'une tenue rouge et sont la première référence à un vêtement de cette couleur,. Bien que le rouge ait été traditionnellement associé aux robes d'évêque, telles que celles que saint Nicolas aurait pu porter, la tenue montrée n'est pas celle d'un évêque et ne représente pas non plus les anciens vêtements hollandais de saint Nicolas tels que décrits par Washington Irving et James Kirke Paulding.
Le Santeclaus n'apporte de cadeaux que pour les "bons" enfants, et dans la première illustration, ils sont explicitement appelés "récompenses". Les enfants « vilains » reçoivent une « longue tige de bouleau noir » dont l' utilisation pour la punition parentale est approuvée comme un « ordre de Dieu ».

## Le poème
Old SANTECLAUS with much delight
His reindeer drives this frosty night,
O’r chimney tops, and tracts of snow,
To bring his yearly gifts to you.
The steady friend of virtuous youth,
The friend of duty, and of truth,
Each Christmas eve he joys to come
Where peace and love have made their home.
Through many houses he has been,
And various beds and stockings seen;
Some, white as snow, and neatly mended,
Others, that seemed for pigs intended.
To some I gave a pretty doll,
To some a peg-top, or a ball;
No crackers, cannons, squibs, or rockets,
To blow their eyes up, or their pockets.
Where e’re I found good girls or boys,
That hated quarrels, strife and noise,
I left an apple, or a tart,
Or wooden gun, or painted cart;
No drums to stun their Mother’s ear,
Nor swords to make their sisters fear;
But pretty books to store their mind
With knowledge of each various kind.
But where I found the children naughty,
In manners crude, in temper haughty,
Thankless to parents, liars, swearers,
Boxers, or cheats, or base tale-bearers,
I left a long, black, birchen rod,
Such as the dread command of GOD
Directs a Parent’s hand to use
When virtue’s path his sons refuse.

## Galerie

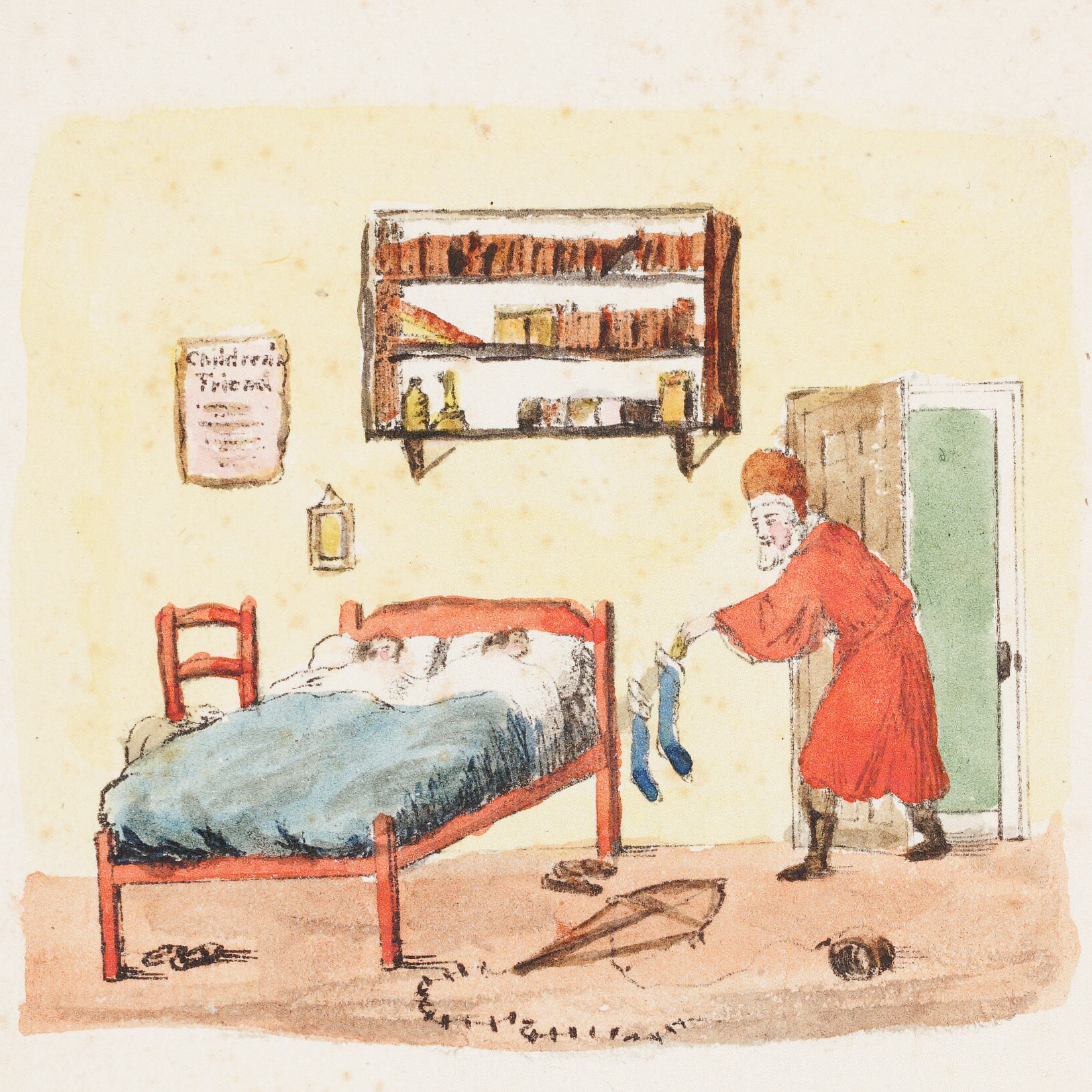
Illustration du verset 3
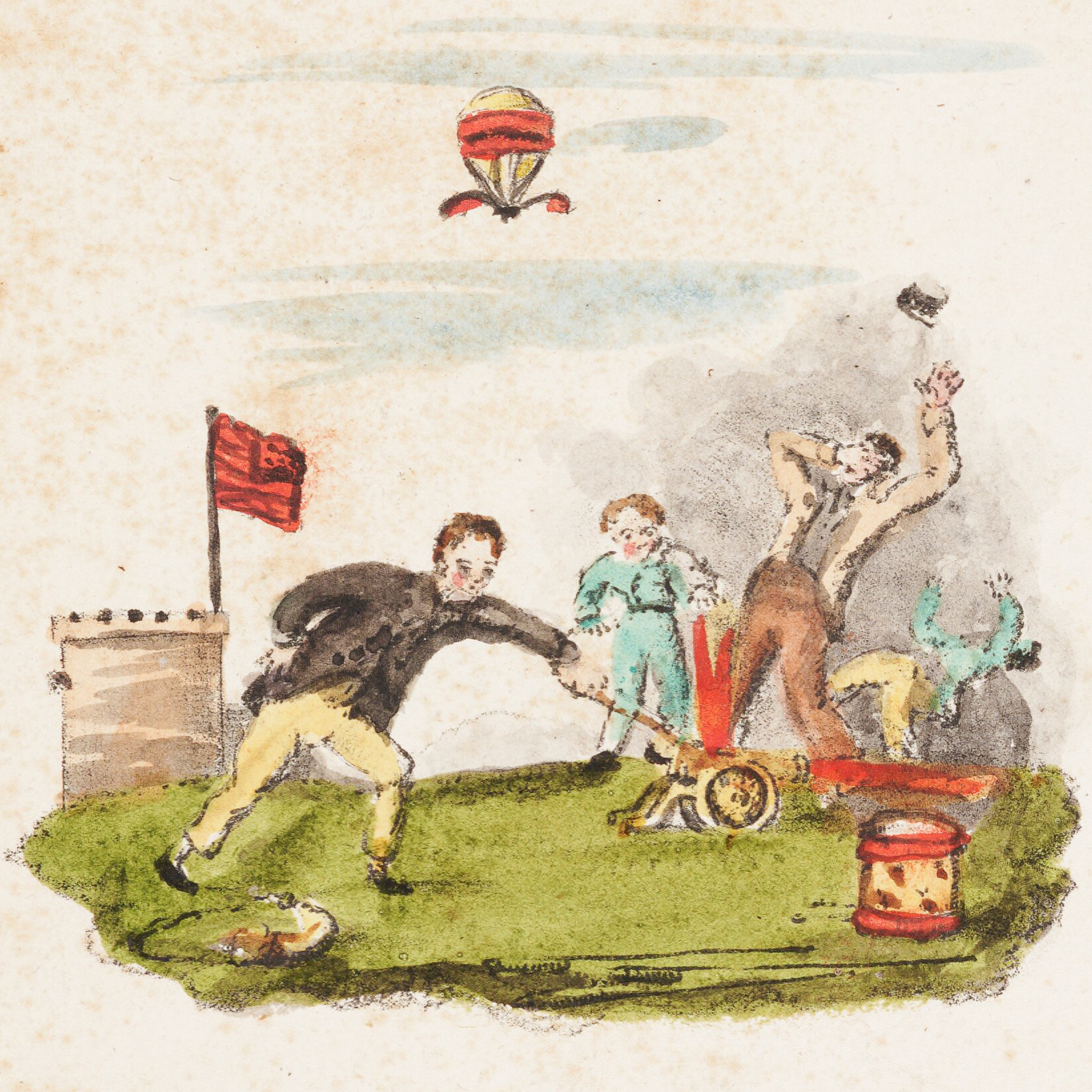
Illustration du verset 4
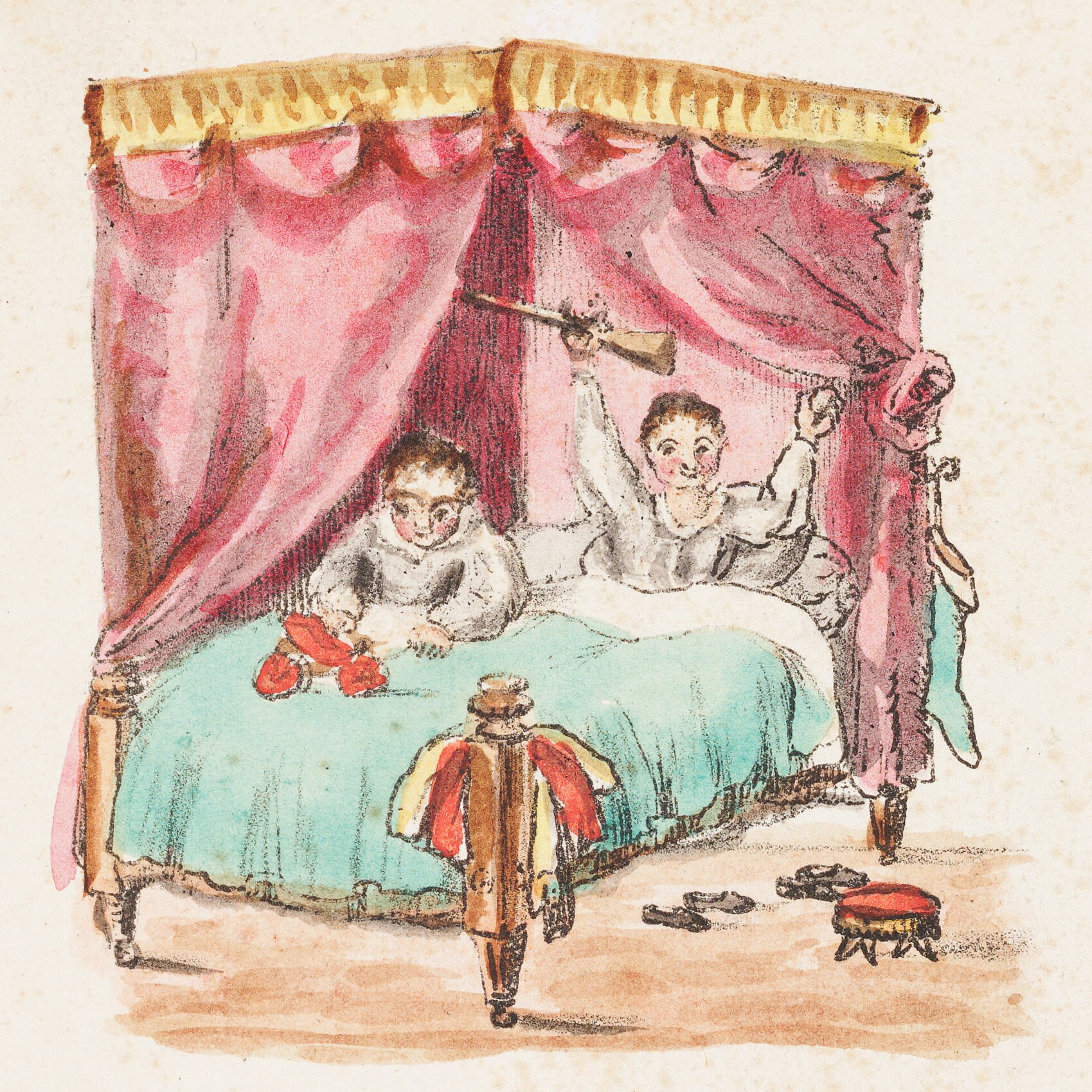
Illustration du verset 5
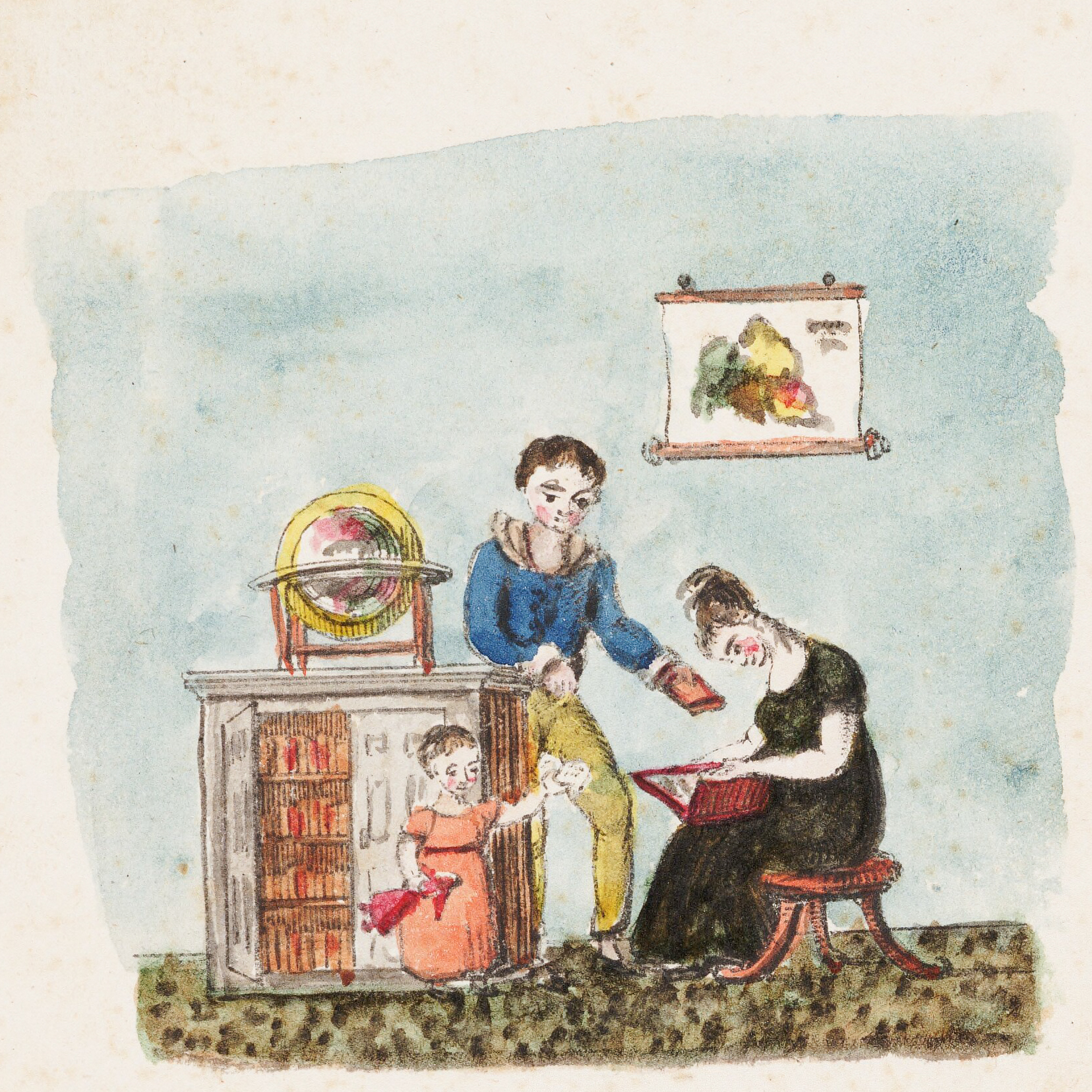
Illustration du verset 6
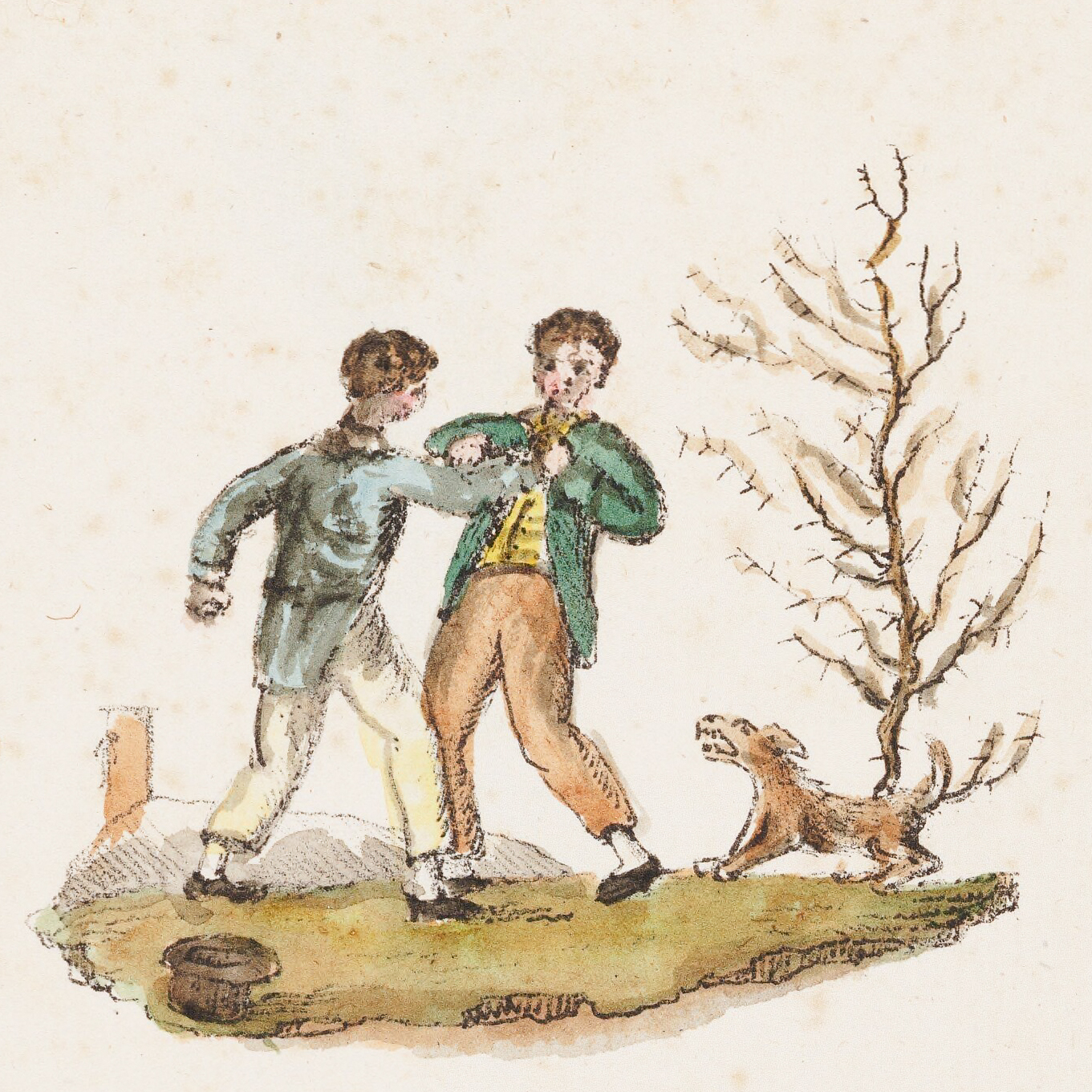
Illustration du verset 7
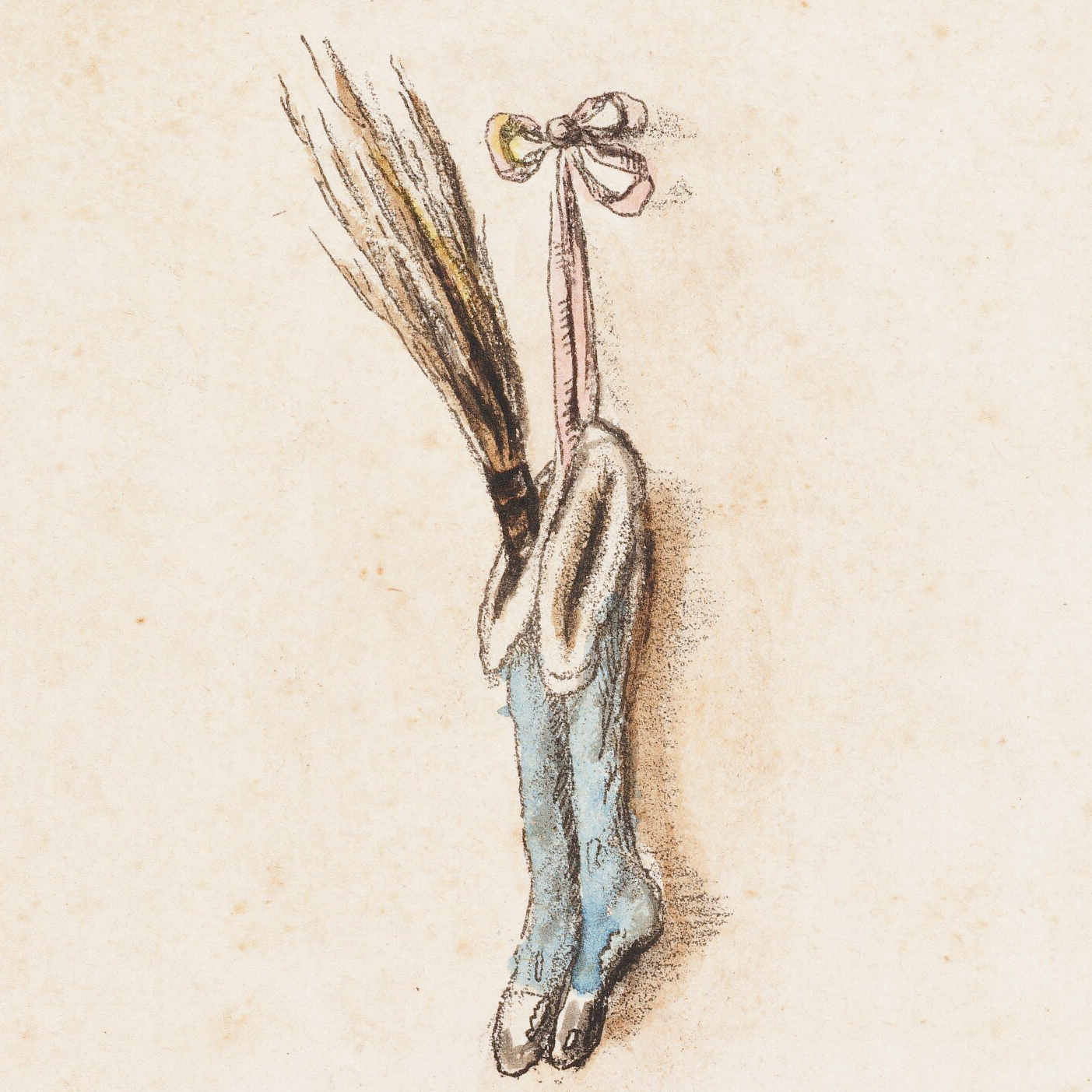
Illustration du verset 8